# Moosdorf (Austria)
Moosdorf – miejscowość i gmina w Austrii, w kraju związkowym Górna Austria, w powiecie Braunau am Inn. Liczy 1,6 tys. mieszkańców.